# China Mobile
A China Mobile Communications Corporation, ou China Mobile ou, ainda, CMCC, (NYSE: CHL) é uma empresa estatal chinesa de telecomunicações especializada em telefonia celular. É a maior do mundo, com cerca de 991 milhões de clientes (2023), além de deter 58% do mercado de telefonia celular chinês (2024). É a maior empresa incorporada em Hong Kong, além de ser a mais capitalizada cotada na HKSE.

## História
Foi fundada em setembro de 1997 como China Telecom (Hong Kong) Limited, como uma separação de ativos da China Telecom, com o objetivo de quebrar seu monopólio. A empresa foi listada na Bolsa de Valores de Nova York e na Bolsa de Valores de Hong Kong em outubro de 1997.
Em 1999, passou a se chamar China Mobile, com a fragmentação da China Telecom em três entidades separadasː China Mobile, para ativos móveis; China Satcom para as atividades de satélite foram; e a China Telecom como provedora de telefonia fixa, embora também preste serviços de telefonia móvel.
A China Mobile tem como empresa-mãe a China Mobile Communications Group Co., Ltd. (CMCC), de propriedade do Estado chinês.
Em outubro de 2005, a China Resources Peoples Telephone Company Limited,  maior operadora de telecomunicações em Hong Kong, de propriedade da China Resources, foi adquirida pela China Mobile e renomeada para China Mobile Peoples Telephone Company Limited (中國移動萬眾電話有限公司) em abril de 2006. Em março de 2006, foi retirada da bolsa e se tornou uma subsidiária integral da China Mobile.
Em 2007, a empresa comprou a operadora Paktel no Paquistão e lançou a marca Zong um ano depois.
Em Maio de 2008, adquiriu a Tietong China, um dos três maiores provedores de banda larga chinês.
Em Abril de 2008 começou a testar a tecnologia 3G nas cidades de Pequim, Xangai, Tianjin, Guangzhou, Shenzhen, Qinhuangdao, Shenyang e Xiamen. Em 7 de Janeiro de 2009 obteve licença para explorar a tecnologia 3G sob o padrão chinês: TD-SCDMA.
Em 2017 inaugurou seu escritório para a América Latina em São Paulo.
Em dezembro de 2017, a China Mobile lançou um serviço MVNO no Reino Unido chamado CMLink. O CMLink é voltado para a população chinesa que vive no Reino Unido e visitantes e estudantes chineses. Os planos incluem chamadas gratuitas para telefones da China Mobile na China.
Em junho de 2020, a China Mobile lançou um serviço MVNO chamado CMLink em Singapura, que usa redes da Singtel, que é uma das maiores operadoras de rede móvel de Singapura. O CMLink é também destinado à população chinesa que vive em Cingapura e aos visitantes e estudantes chineses e também incluem planos com chamadas gratuitas para telefones da China Mobile na China.
Em novembro de 2020, o presidente Donald Trump emitiu uma ordem executiva proibindo qualquer empresa ou indivíduo americano de possuir ações em empresas que o Departamento de Defesa dos Estados Unidos listou como tendo vínculos com o Exército de Libertação Popular, o que incluía a China Mobile. Em 31 de dezembro de 2020, a Bolsa de Valores de Nova York anunciou que suspenderia as negociações na China Mobile, China Telecom e China Unicom de 7 a 11 de janeiro de 2021 e iniciaria o processo de exclusão da lista, causando uma queda nos valores das ações.
Em dezembro de 2021, a China Mobile anunciou que seu braço internacional encerraria as operações no Canadá devido a preocupações de segurança nacional por parte do governo canadense.
Em janeiro de 2022, as ações foram listadas na Bolsa de Valores de Xangai.
Em março de 2022, a Comissão Federal de Comunicações designou a subsidiária norte-americana da China Mobile, a China Mobile International USA, como uma ameaça à segurança nacional.

## Operações
- China
- Hong Kong (como CMHK )
- Paquistão (como Zong)
- Japão,  Tailândia,  Reino Unido,  Singapura,  Itália (como CMLink)